# Загоруйко Роман
Рома́н Загору́йко (псевдо.: «Лапайдух»; нар. 13 січня 1922, с. Підгірці — 2006, Новий Розділ) — український військовик, сотник УПА, член ОУН.

## Життєпис
Роман Загоруйко народився 13 січня 1922 року в с. Підгірці, нині Бродівський район Львівської області, Україна.
Навчався у Золочівській та Львівській гімназіях, від 1937 року — у складі молодіжної організації «Юнацтво», керована ОУН.
У 1942 р. вступив до Політехнічного інституту. Член ОУНР, керівник відділу УНС. На початку 1944 р. — в старшинській школі УПА «Олені», опісля стає сотенним УПА на Львівщині — переймає оруду над відділом УНС, котрою до того керував Василь Кіпран — «Музика». Відділ базувався поблизу сіл Черниця та Боратин.
2 червня 1946 року засуджений на 20 років каторги і 5 заслання. 1946 року — невдала проба втечі з порту Дудінка. Звільнений 1956 року.
Закінчив Красноярський технологічний інститут, механік у Роздільському виробничому об'єднанні «Сірка». Закінчив заочну аспірантуру в ЛПІ (тепер НУ «Львівська політехніка»), захистився 1972 р., однак його уневажнили. З роботи звільнили.
Голова Новороздільського товариства репресованих.
Автор спогадів «Повернення зі справжнього пекла».